# Septuor à cordes de Milhaud
Le Septuor à cordes, op. 408, est une œuvre de musique de chambre pour septuor d'instruments à cordes de Darius Milhaud composée en 1964.

## Présentation
Composé en mars et avril 1964, le Septuor à cordes de Milhaud est écrit pour un septuor constitué de deux violons, deux altos, deux violoncelles et une contrebasse,.
L'œuvre, commande de la Library of Congress, est dédiée à la mémoire d'Elizabeth Sprague Coolidge. Elle est créée à la Bibliothèque du Congrès à Washington le 3 octobre 1964, par le quatuor Kroll, Walter Trampler (alto), Benar Heifetz (de) (violoncelle) et David Walter (contrebasse).

## Structure et analyse
Le Septuor à cordes, d'une durée moyenne d'exécution de quinze minutes vingt environ, est constitué de quatre mouvements, :
1. Modérément animé, à 
, mouvement qui « se développe en deux grandes parties constituées elles-mêmes de trois sections thématiques obéissant à une symétrie qui favorise des interversions des rôles entre instruments[2] » ;
2. Étude de hasard dirigé, à 
, dans lequel chaque mesure dure une seconde. « Cette mesure et ce tempo sont observés pendant tout le déroulement de la pièce par plusieurs instruments ou tout au moins par un seul. Sur cette impulsion métronomique, certaines phrases, de longueurs inégales, émises simultanément, dans un tempo plus rapide, doivent être répétées pendant le nombre de secondes indiqué, puis passer à l'indication suivante même si le nombre de secondes voulu se produit au milieu de la phrase[4] » ;
3. Modéré et expressif, à 
, mouvement au « caractère méditatif[4] », « en cinq sections séparées par des solos ; une seconde partie répète ces cinq sections en variant leur succession, mais sans récurrence[2] » ;
4. Alerte, à 
, finale qui « persiste dans la symétrie bilatérale, analogue à celle de la pièce précédente, dans un mouvement énergique[4] ».

La partition est publiée par Heugel,. Dans le catalogue des œuvres de Darius Milhaud, le Septuor porte le numéro d'opus 408,.